# Pfarrkirche Aspersdorf

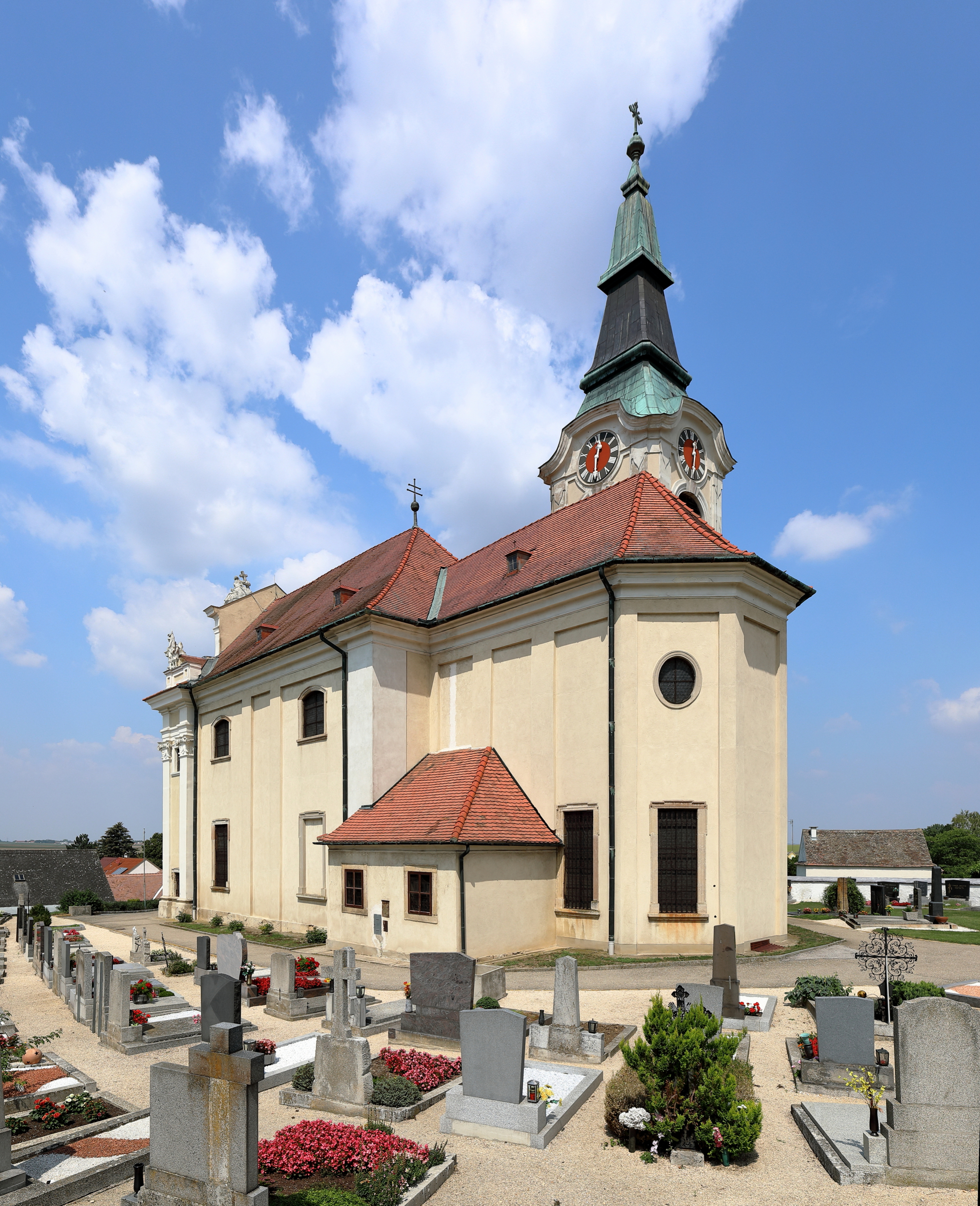
Pfarrkirche Aspersdorf, Ansicht von Südosten

Die Pfarrkirche Aspersdorf zum „heiligen Georg“  steht südlich des Ortes Aspersdorf auf einem Hügel. Sie ist von einem Friedhof mit einer Mauer umgeben.
Die Kirche gehört zum Dekanat Hollabrunn im Vikariat Unter dem Manhartsberg und steht unter Denkmalschutz.

## Geschichte
Die Pfarre gehörte dem Pfarrsprengel Nappersdorf an, ehe sie um 1220 aus diesem ausschied und eigenständige Pfarre wurde. Als erster Pfarrer wird der Kuenringische Verwalter Otto notarius de Aspindorf genannt. Das Pfarrgebiet umfasste die Orte Aschendorf, Aspersdorf, Hart, Hetzmannsdorf, Kleinstetteldorf, Oberstinkenbrunn, Raffelsdorf (heute Raffelhof) und Wieselsfeld.
In den Matriken, die mit drei kurzen Unterbrechungen bis ins Jahr 1636 zurückreichen, ist überliefert, dass die Pfarre in der Reformationszeit zeitweise unbesetzt war und zeitweise nach evangelischem Ritus geführt wurde.
Im Jahre 1654 löste sich Oberstinkenbrunn aus der Pfarreinheit Aspersdorf. Die anderen Ortschaften mit Ausnahme von Wieselsfeld wurden im Zuge der Josefinischen Reform 1782/84 anderen Pfarren zugewiesen. Die Pfarre Aspersdorf umfasst die beiden Orte Aspersdorf mit der Pfarrkirche St. Georg und Wieselsfeld mit einer Kapelle.
Nach 1718 ist aus dem gotischen Vorgängerbau, über den keine Details überliefert sind, die Pfarrkirche von Aspersdorf entstanden. Sie wurde am 25. September 1730 geweiht. Die Pläne für die Kirche stammen von Johann Lukas von Hildebrandt. Sie ist eine der Gruppe der Schönbornschen Patronatspfarrkirchen den Friedrich Karl Reichsgraf von Schönborn-Buchheim zum Bau verpflichtet hatte.

## Baubeschreibung

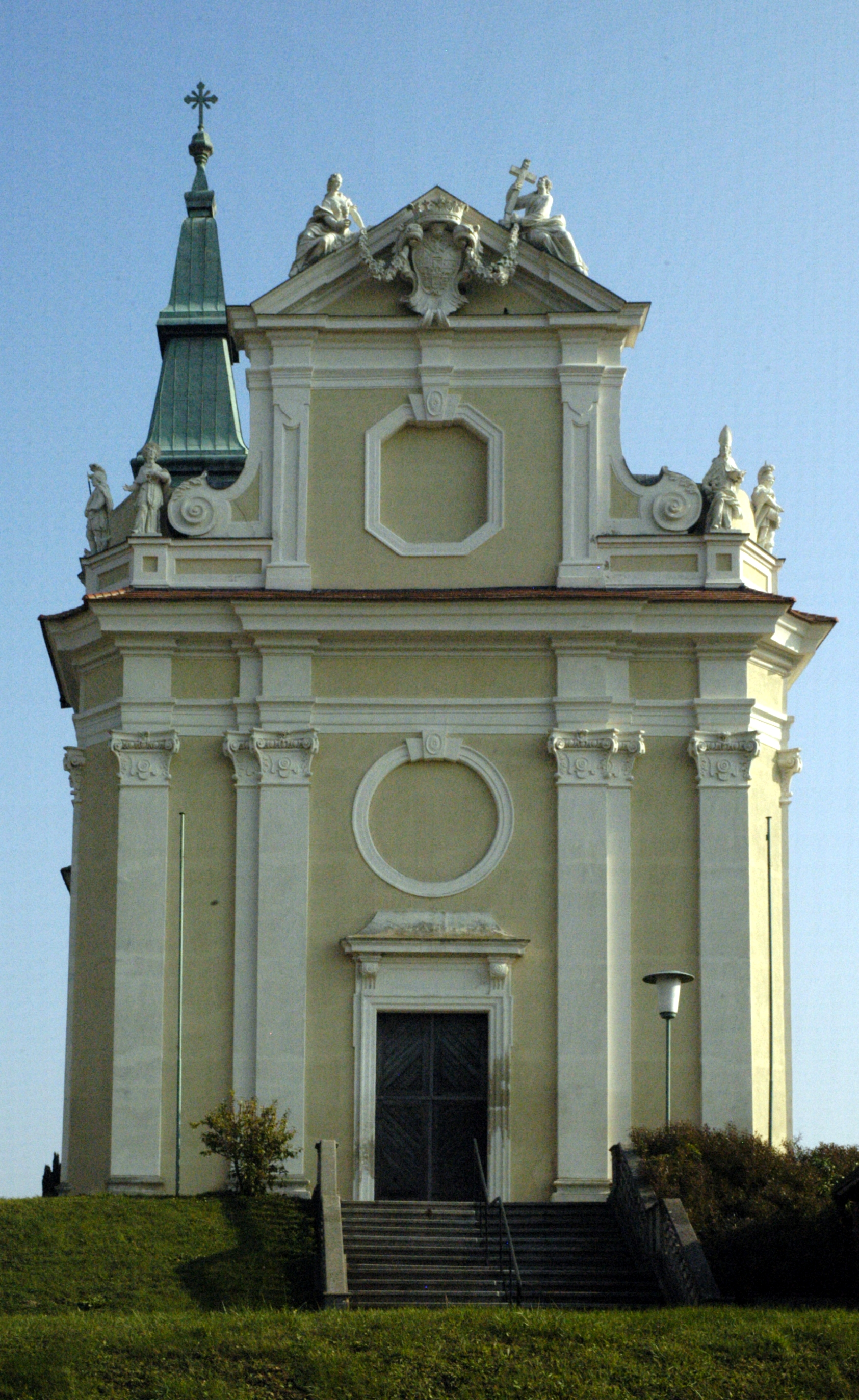
Westfassade

### Außen
Die Kirche ist eine spätbarocke Saalkirche mit einem eingezogenen Chor und einem Nordturm. 
Im Westen die aufragende, dreiachsige, übergiebelte Schauseite mit Eckabschrägungen ist durch Pilaster und Gebälk gegliedert. Über dem hohen Portal mit einem Kragsturz auf Volutenkonsolen ist ein kreisförmiges Blendfenster, darüber eine hohe Giebelattika mit Pilastern zwischen seitlichen Volutenstützen und zentralem, sechseckigem Blendfenster, bekrönt von einem Dreiecksgiebel mit einer Wappenkartusche der Grafen von Schönborn. Auf den Giebelschenkeln sitzen allegorische Aufsatzfiguren Fides und Ecclesia; im Bereich der Volutenstützen stehen Aufsatzfiguren eines Kardinals und eines Bischofs sowie die Heiligen Georg und Florian.
Das Langhaus und der eingezogene Chor mit einem Dreiachtelschluss werden durch eine  Blendrahmengliederung und ein umlaufendes Gesims zusammengefasst. Die zweigeschoßig angeordneten, architravierten Rechteck-, Segmentbogen- und Rundfenster sind teilweise Blendfenster. Das Langhaus und der Chor haben mit Tondachziegeln gedeckte Walmdächer mit kleinen Dachgauben. An den Chor ist an der Südseite die Sakristei mit einem Walmdach mit Ziegeldeckung und faschengerahmten Rechteckfenstern angebaut.
An der Nordseite des Chores ist der Turm angebaut. Bis in die Höhe der Kirchentraufe ist der gotische Teil des Turmes mit Schlitzfenstern erhalten. Darüber ist das barocke Glockengeschoß mit Eckabschrägungen und Pilastergliederung und großen, rundbogigen Schallfenstern aufgebaut. Geschweifte Uhrengiebel und der Pyramidenhelm werden von einer Turmkugel mit Kreuz bekrönt.

### Innen

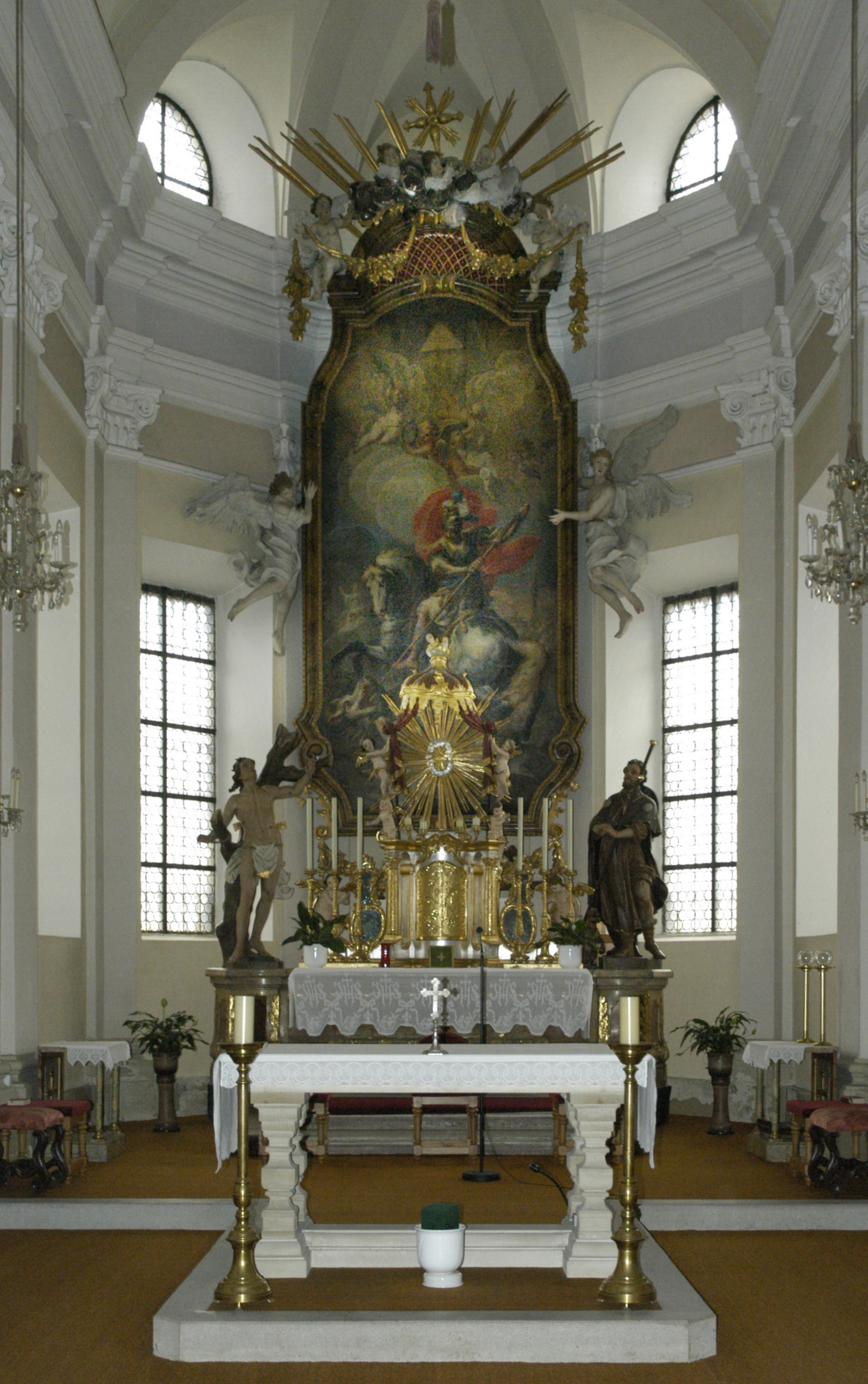
Der Chor mit dem Hochaltar

Der zweijochige Saalraum mit einem Emporenjoch und eingezogenem Chor wird durch Gurtbögen, ionische Pilaster und ein durchgehendes, verkröpftes Gebälk einheitlich gegliedert. Die queroblonge Joche des Langhauses mit Platzlgewölbe mit ovalen Spiegeln werden durch breite Wandpfeiler mit Eckabschrägungen und Doppelpilastervorlagen voneinander getrennt.
Im schmalen, tonnengewölbten Emporenjoch liegt auf einer Flachtonne auf Pfeilervorlagen die eingezogene Empore mit einer Brüstung, die sich aus dem Raumgebälk entwickelt. 
Der eingezogene, im Kern gotische Chor wird durch einen, architravierten korbbogigen Triumphbogen mit dem Langhaus verbunden.
Der eineinhalbjochige Chor mit einem Dreiachtelschluss der Apsis von flachen Stichkappentonnen überwölbt.
Vom Chor führen architravierte Portale in die südseitig angebaute Sakristei, die von einer Stichkappentonne überwölbt ist. Das Turmerdgeschoß, das durch ein Portal im Norden des Chores erschlossen wird, hat ein verschliffenes Kreuzgratgewölbe.

## Ausstattung

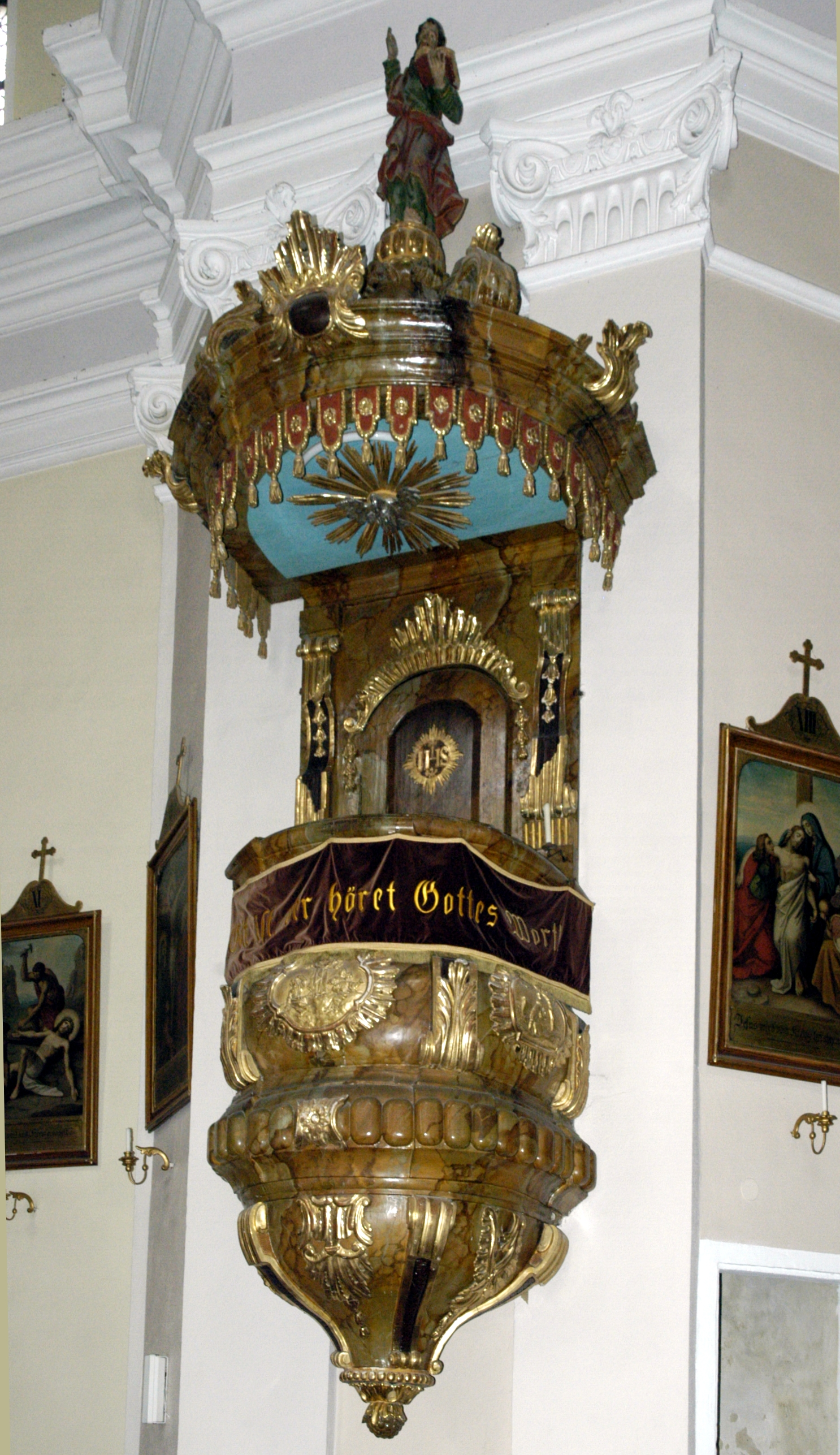
Die Kanzel

Die drei Altäre stammen aus der Bauzeit und werden Johann Lukas von Hildebrandt zugeschrieben.
Der Hochaltar, der im Chorscheitel steht, besteht aus einem Altarbild in einem geschwungenen Bilderrahmen mit Segmentgiebelverdachung und bekrönender Glorie, der frei angebracht ist und von schwebenden Engeln seitlich gestützt wird. Das Altarblatt ist ein Gemälde von Johann Georg Schmidt aus dem Jahre 1730 und stellt den Kampf des heiligen Georg mit dem Drachen dar. Der Altartisch mit einem Tabernakelaufbau aus der Mitte des 18. Jahrhunderts steht frei unterhalb des Altarbildes. Der Tabernakel wird von Holzskulpturen der Heiligen  Sebastian und Rochus aus der Zeit um 1730 flankiert.
An den Seitenwänden des östlichen Langhausjoches stehen die Seitenaltäre, marmorierte Wandaltäre mit Volutenstützen und rundgiebeligen, geschwungenen Volutenverdachungen, die von Adorationsengeln flankiert werden. Die Altarblätter sind Gemälde von Johann Baptist Byß und stellen Maria Immaculata auf dem linken Seitenaltar und den heiligen Johannes Nepomuk auf dem rechten Seitenaltar dar.
Zwischen dem rechten Seitenaltar und der Stufe zum Chor steht der Taufstein aus Sandstein, ein gebuckeltes Becken mit gebauchtem Fuß aus der ersten Hälfte des 18. Jahrhunderts.
Die Kanzel aus dem Jahr 1730 hat einen runden Korb auf hohem Ablauf mit Rokokoreliefkartuschen, die vermutlich Mitte des 18. Jahrhunderts ergänzt wurden und die Verklärung des Herrn und Gleichnisse vom Sämann und Weinberg darstellen. Auf dem Schalldeckel mit Baldachinvoluten befindet sich eine Figur des heiligen Paulus.
Die Ausstattung wird durch eine Skulptur des heiligen Florian aus der zweiten Hälfte des 19. Jahrhunderts, Bilder der Heiligen Familie und der Heiligen Dreifaltigkeit aus der Mitte des 19. Jahrhunderts und die Kreuzwegbilder aus der Mitte/dem dritten Viertel des 19. Jahrhunderts vervollständigt.
Ein „Heiliges Grab“ im Jugendstil mit kunstvoller bunter Glasperlenarbeit einer Olmützer Glasmanufaktur befindet sich in der Turmkammer an der Nordseite des Chores.
In der Sakristei steht ein Sakristeischrank aus der Zeit um 1730 mit einem Ornamentaufsatz und Pilastergliederung.

### Orgel

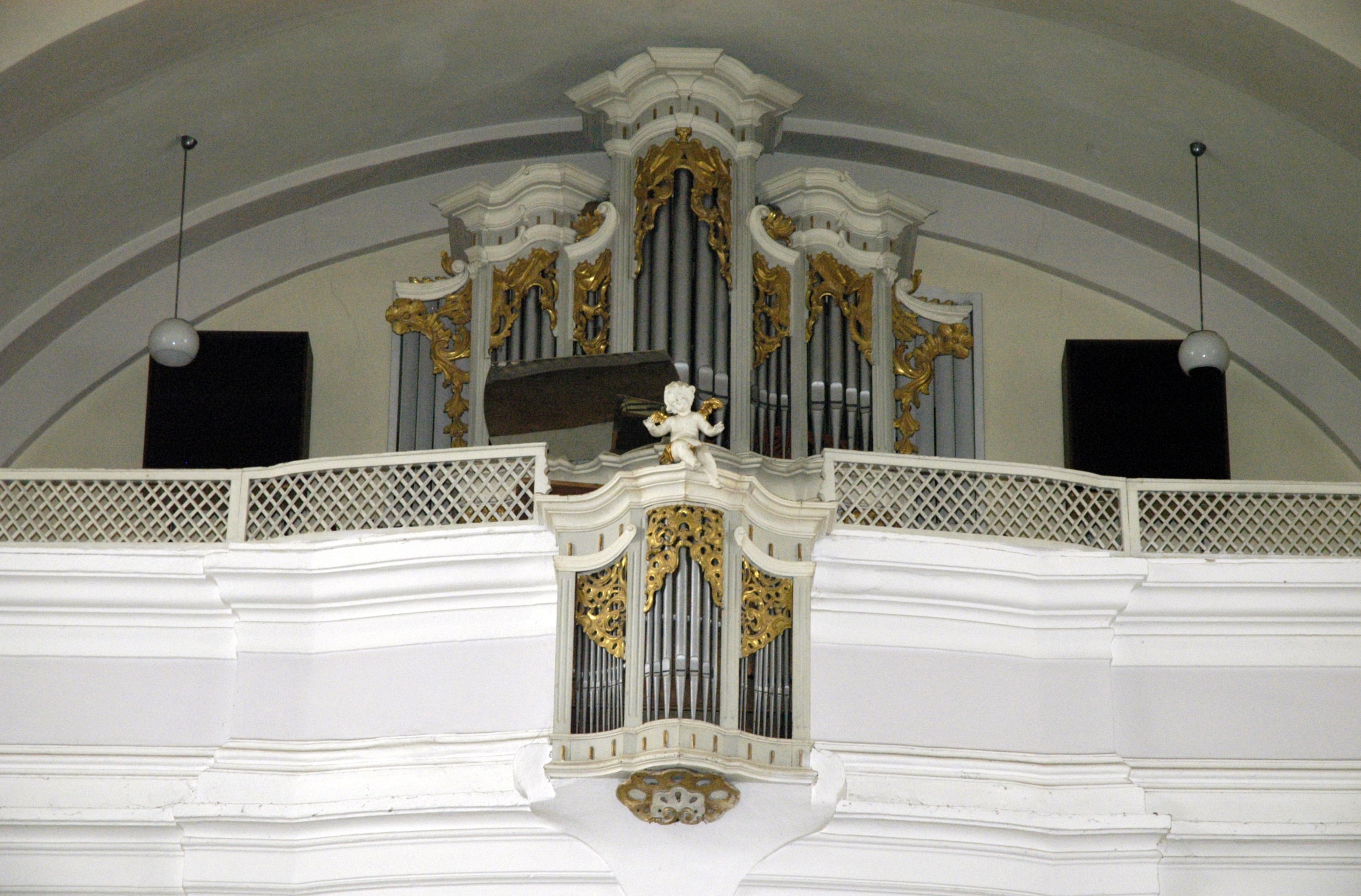
Empore mit Orgel

Die Orgel mit 12 Registern wurde 1925 von Franz Capek in einem Rokokogehäuse samt Brüstungspositiv aus 1770 von Jan Výmola gebaut. Es bedarf einer Renovierung und wird derzeit (seit 2014) durch eine elektronische Orgel ersetzt.